# Castello di Lagopesole
Das Castello di Lagopesole ist eine mittelalterliche Festung aus frederizianischer Zeit auf einem Berglein in 814 Meter Seehöhe, der die Wasserscheide zwischen den Flüssen Ofanto und Bradano bildet. Sie liegt über der Fraktion Lagopesole der  italienischen Gemeinde Avigliano in der Provinz Potenza, Region Basilikata.
Die dem Ministerium für Kulturgüter und kulturelle Aktivitäten unterstellte Museumsburg wurde vom Dezember 2014 an vom Museumsverbund Basilikata (italienisch Polo museale della Basilicata) geleitet. Seit Dezember 2019 übernimmt diese Aufgabe die neu geschaffene Regionale Museumsdirektion (it. Direzione regionale Musei).

## Geschichte

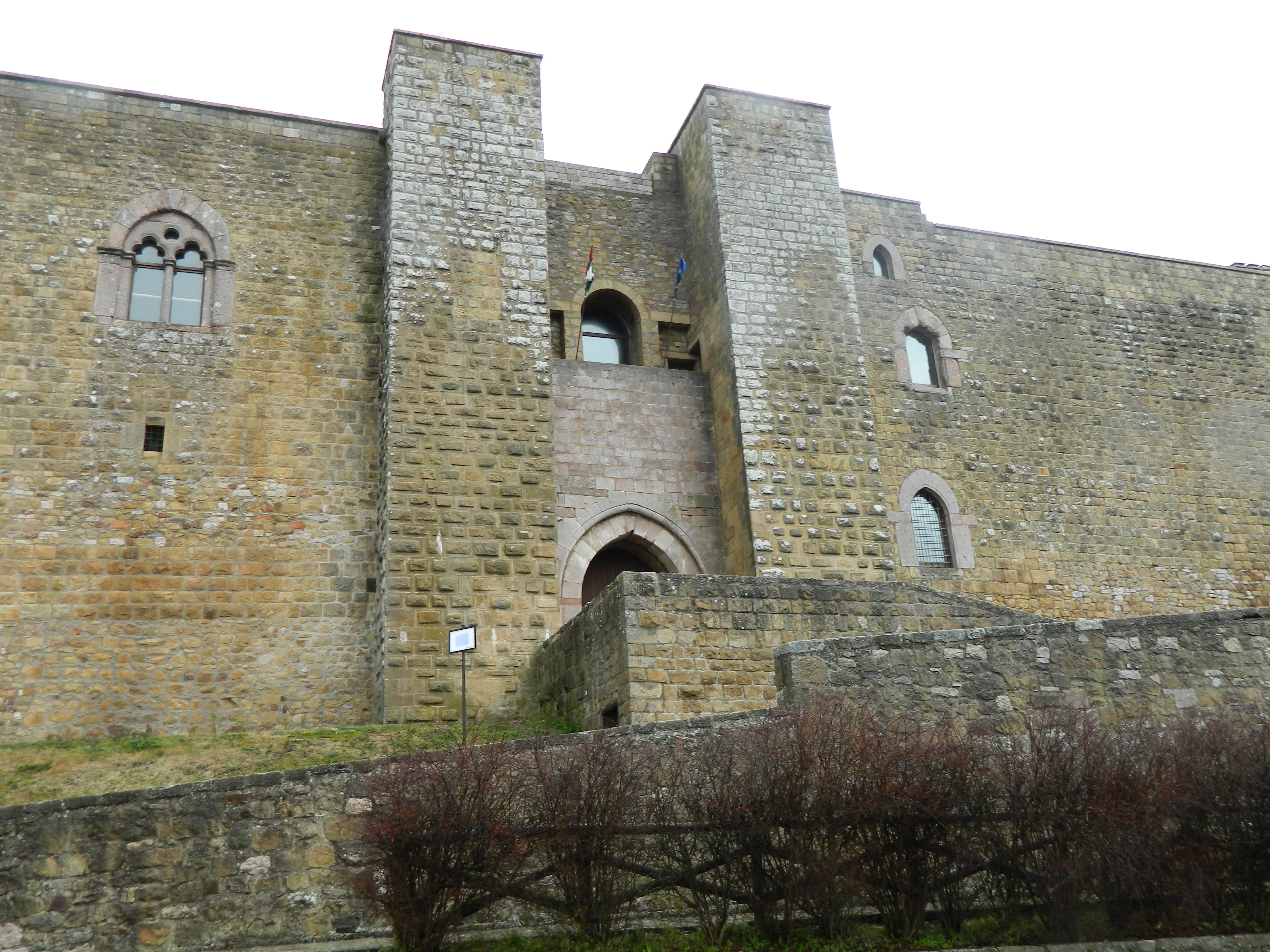
Eingang

Die Festung war eine ideale Wohnstatt für Manfred von Sizilien, den Sohn von Kaiser Friedrich II., der Lagopesole der Hauptstadt seines Königreiches, Palermo, vorzog. Der heutige Zustand der Festung, die in den 1990er-Jahren restauriert worden war, reflektiert die Veränderungen, die Karl I. von Neapel, der die Festung vorwiegend als Luxusgefängnis nutzte (Dort waren bis zu ihrem Tod Helena Angelina Dukaina, die Gattin Manfreds, und ihre Söhne eingesperrt.), an der normannisch-staufischen Anlage vornehmen ließ. Im 19. Jahrhundert diente die Festung als Zufluchtsort für Briganten unter der Führung von Carmine Crocco, der sie am 7. April 1861 mit 400 Leuten belegte.
Die Festung, die heute der Republik Italien gehört, ist Sitz des Corpo Forestale dello Stato, Austragungsort zahlreicher kultureller Veranstaltungen und beherbergt seit 2000 das Antiquarium, ein Museum mit mittelalterlichen Artefakten, die man bei Ausgrabungen im kleinen Innenhof gefunden hat.

## Beschreibung

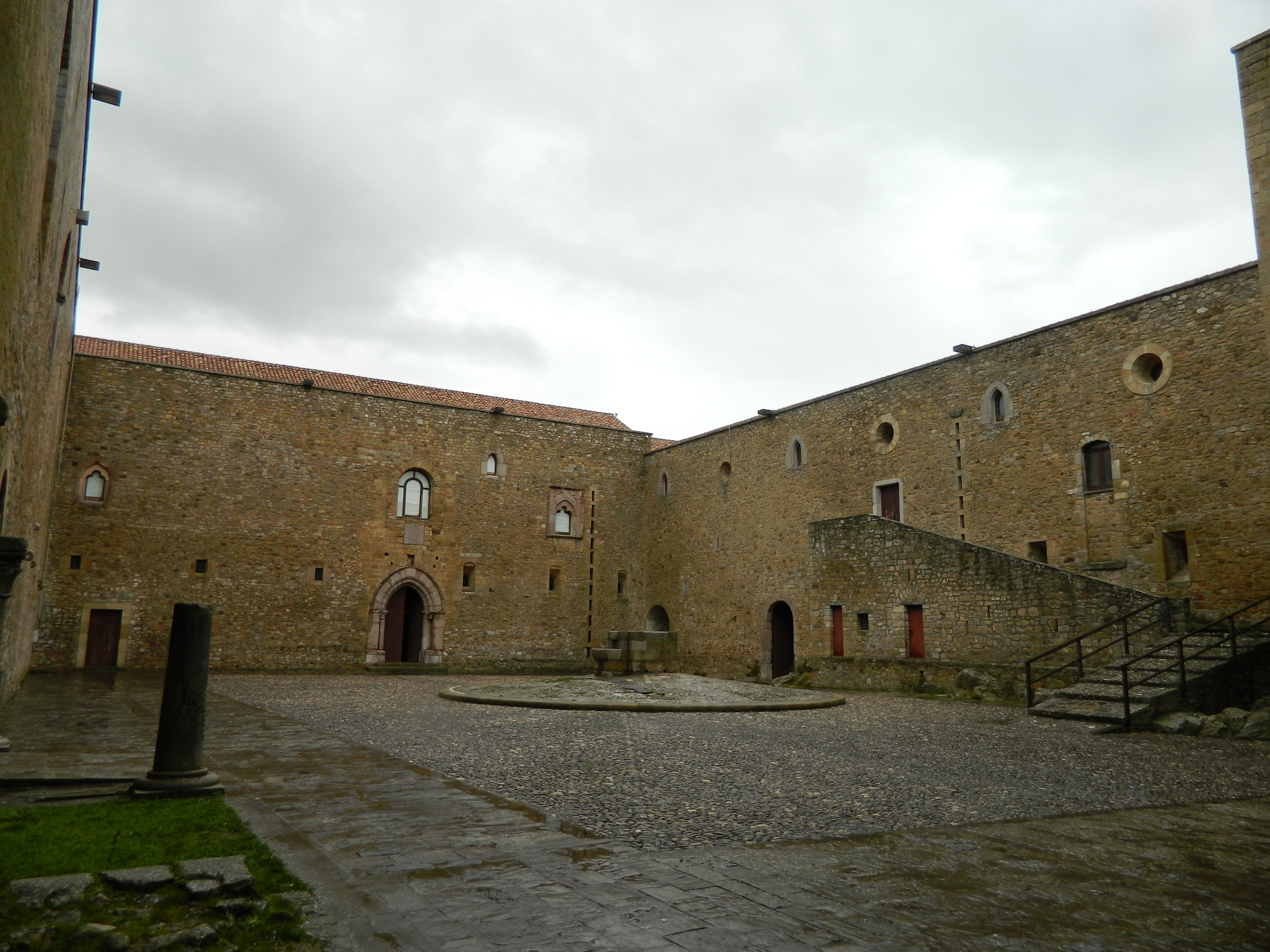
Großer Innenhof

Die Festung mit rechteckigem Grundriss hat zwei Innenhöfe: Der kleine aus hochnormannischer Zeit hat in der Mitte einen quadratischen Bergfried oder Donjon, der interessanterweise desachsiert gegenüber der übrigen Anlage ist, was darauf hinweist, dass er höchstwahrscheinlich vor dem Rest der Festung entstand. Dieser Turm ist durch Bossenwerk im oberen Teil charakterisiert, was für die staufische Architektur typisch ist. Daher nimmt man an, dass dieses Gebäude höchstwahrscheinlich aus der Zeit Heinrichs VI. stammt. Auch die beiden Köpfe (eines Mannes und einer Frau), die dort behauen wurden, lassen an die Burgen der Staufer im Elsass denken, die Ende des 12. Jahrhunderts erbaut wurden.

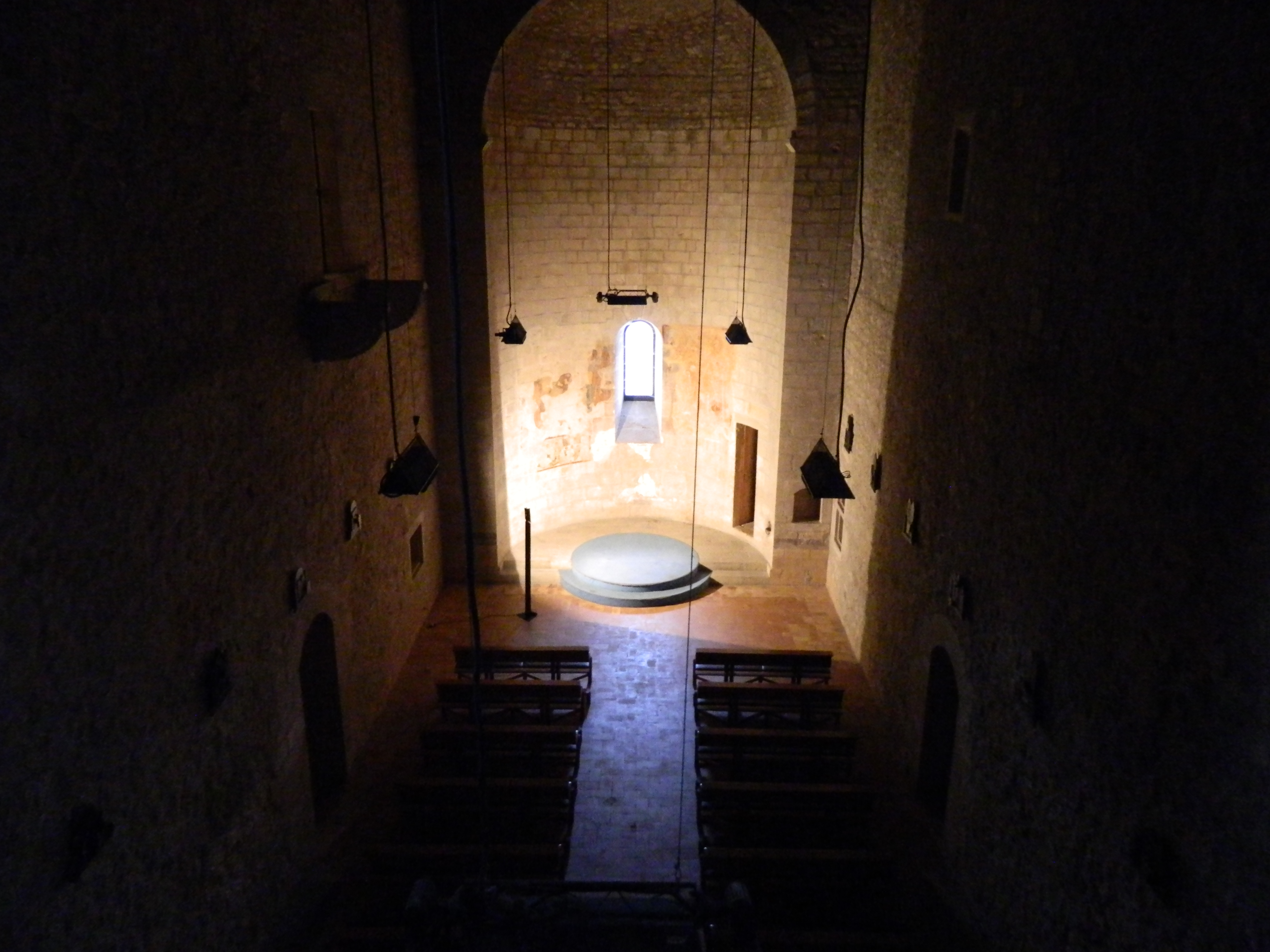
Die Kapelle von einem großen Fenster entlang des Korridores der Festung aus

Man bemerke auch die Kompaktheit des Gebäudes, die typisch für die Burgen Friedrichs II. ist: Tatsächlich öffnen sich nur drei Schießscharten an der Süd-, Ost- und Westwand, wogegen sich an der Nordwand der einzig mögliche Zugang befindet, etwa vier Meter vom Gehweg entfernt, mit dem zwei große Steinkonsolen (vermutlich Auflagen für einen mobilen Zugang) und zwei weitere Konsolen im unteren Teil korrespondieren.
Der große Innenhof, der von der Erweiterung, die 1242 Friedrich II. auf den Resten der normannisch-staufischen (für militärische Zwecke) und der angioinischen (für Wohnzwecke) Konstruktion veranlasste, stammt, beinhaltet eine große Zisterne und eine große Kapelle.
Gerade letztere ist eine Besonderheit, die diese Festung von allen anderen unterscheidet, die Friedrich II. zugeschrieben werden; tatsächlich ist das Vorhandensein im Inneren dieser Kultstätte das einzige Beispiel von allen, die aus dieser kaiserlichen Zeit stammen. Die Kirche in streng romanischem Stil, den die Restaurierungen in den letzten Jahren des 20. Jahrhunderts in seiner Ursprünglichkeit ans Licht brachten, hat eine halbrunde Apsis und einen Eingang, der mit Sägezahnmotiven dekoriert ist, der für die angioinische Zeit typisch ist.

## In Film und Fernsehen
Im Castello di Lagopesole wurden die Filme Das 1. Evangelium – Matthäus (1964) von Pier Paolo Pasolini und Sexum Superando - Isabella Morra (2005) von Marta Bifano gedreht.
2012 war die Festung Drehort der italienischen Fernsehserie Il generale dei briganti von Paolo Poeti.